# عمرو بن علي الفلاس
عمرو بن علي بن بحر بن كنيز أبو حفص الفلاس الباهلي البصري الصيرفي، الحافظ الإمام المجود الناقد، (ت: 249 هـ)، حفيد المحدث بحر بن كنيز السقاء، قال النسائي: «ثقة حافظ، صاحب حديث.» وقال إبن إشكاب الحافظ: «ما رأيت مثل أبي حفص الفلاس، كان يحسن كل شيء.» وقال حجاج بن الشاعر: «لا يبالي عمرو بن علي أحدث من كتابه، أو من حفظه.»

## روايته للحديث
- حدث عن: يزيد بن زريع، ومرحوم العطار، وعبد العزيز بن عبد الصمد العمي، وخالد بن الحارث، وغندر، وسفيان بن عيينة، وعاصم بن هلال، وعمر بن علي المقدمي، ومحمد بن سواء، ومحمد بن عبد الرحمن الطفاوي، وعبد الله بن إدريس، وعبد الأعلى الشامي، ومعاذ بن معاذ، ووكيع، ويحيى القطان، وفضيل بن سليمان النميري، ومعتمر بن سليمان، ويزيد بن هارون، وخلق. وينزل إلى سليمان بن حرب، وكان من جملة الحجة.[4] وهو أحد المشايخ التسعة الذين روا عنهم أصحاب كتب الأحاديث الستة بلا واسطة.
- حدث عنه: أصحاب الكتب الستة بدون واسطة وروى عنه النسائي أيضاً بواسطة، وأبو زرعة الرازي، وأبو حاتم الرازي، وعبيد الله بن أحمد، وابن أبي الدنيا، والحسن بن سفيان، ومحمد بن يحيى بن منده، والقاسم المطرز، وجعفر الفريابي، ويحيى بن صاعد، ومحمد بن جرير الطبري، وأبو روق أحمد بن محمد بن بكر الهزاني، وغيرهم.[4]

## من خرّج حديثه
خرّج حديثه البخاري ومسلم في صحيحيهما وأبو داود والترمذي والنسائي وابن ماجه في سننهم كل منهم روى عنه مباشرة فهو شيخ لأصحاب الكتب الستة ونقل الحافظ ابن حجر في ترجمته في تهذيب التهذيب أن البخاري روى عنه سبعة وأربعين حديثاً ومسلم حديثين.

## ثناء العلماء عليه
- قال أبو حاتم الرازي: "كان عمرو بن علي أرشق من علي بن المديني وهو بصري صدوق، وروى عن أبيه عن ابن عباس العنبري. قال: "ما تعلمت الحديث إلا من عمرو بن علي".
- قال حجاج بن الشاعر: «عمرو بن علي لا يبالي أحدَّث من حفظه أو من كتابه».
- قال النسائي: «ثقة صاحب حديث حافظ».
- قال أبو زرعة الرازي: «ذاك من فرسان الحديث لم يُرَ بالبصرة أحفظ منه ومن ابن المديني والشاذكوني».
- قال الدارقطني: «كان من الحفاظ وبعض أصحاب الحديث يفضلونه على ابن المديني ويتعصبون له وقد صنف المسند والعلل والتاريخ وهو إمام متقن».
- ذكره ابن حبان في الثقات.
- قال الحسين بن إسماعيل المحاملي: «ثنا أبو حفص الفلاس وكان من نبلاء المحدثين».
- قال ابن إشكاب: «كان عمرو بن علي يحسن كل شيء».
- قال مسلمة بن القاسم: «ثقة حافظ وقد تكلم فيه علي بن المديني وطعن في روايته عن يزيد بن زريع»، وقال الحافظ: «وإنما طعن في روايته عن يزيد لأنه استصغره فيه».
- قال عباس العنبري: «لو روى عمرو بن علي عن عبد الرحمن بن مهدي ألفاً لكان مصدقاً»
- قال يحيى بن معين: «أبو حفص الصيرفي صدوق»
- قال الذهبي في العبر: «أحد الأعلام»، وقال في تذكرة الحفاظ: «الحافظ الإمام الثبت أحد الأعلام»، وقال: «أكثر وأتقن وجوَّد وأحسن».
- قال الحافظ ابن حجر العسقلاني في مقدمة فتح الباري: «أحد الأعلام الحفاظ»، وقال في تقريب التهذيب: «ثقة حافظ».[4]

## آثاره
قال الذهبي في العبر: «سمع معتمر بن سليمان وطبقته وصنَّف وعني بهذا الشأن» ونقل الحافظ ابن حجر في تهذيب التهذيب عن الدارقطني أنه قال: «وقد صنَّف المسند والعلل والتاريخ» وقال الخطيب في تاريخه (2 - 232) في ترجمة محمد بن الحسين القطان: «وروى عن عمرو بن علي الفلاس كتاب التاريخ».

## وفاته
توفي أبو حفص الفلاس سنة تسع وأربعين ومائتين أرَّخ وفاته في هذه السنة البخاري في التاريخ الكبير والذهبي في العبر وكذا في تذكرة الحفاظ وزاد بسامرا في ذي القعدة. وقال ابن القيسراني في الجمع بين رجال الصحيحين: «قال السراج مات بالعسكر سنة تسع وأربعين ومائتين في آخر ذي القعدة». وكذا الخزرجي في الخلاصة إلا أنه لم يذكر شهر وفاته، وذكر الخطيب في تاريخه عن ابن أبي خيثمة أنه مات بالعسكر ونقل عن محمد بن عبد الله الحضرمي وأبي عمر بكر بن محمد بن عبد الوهّاب القزاز ومحمد بن إسحاق الذهبي أنهم قالوا: «مات عمرو بن علي سنة تسع وأربعين ومائتين». قال أبو عمر: «ب- (سر من رأى)» وقال الثقفي: «بالعسكر في آخر ذي القعدة». ونقل الخطيب في تاريخه أيضاً عن أبي الحسن سهل بن نوح بن يحيى البزاز قال: «مات يوم الأربعاء لخمس بقين من ذي القعدة سنة تسع وأربعين ومائتين». وأرَّخ وفاته في هذه السنة أيضاً ابن كثير في البداية والنهاية وابن حجر في تقريب التهذيب وابن العماد في شذرات الذهب. أما سنة ولادته ومدة عمره فلم أرَ من تعرض لذكرهما سوى ما أسلفته عن الذهبي في التذكرة أنه ولد بعيد الستين ومائة.

## ممن ترجم له
1. ترجم له البخاري في التاريخ الكبير (2/3/355).
2. وابن أبي حاتم في الجرح والتعديل (1/3/249).
3. والذهبي في العبر (1/454)، وتذكرة الحفاظ (2/71).
4. وابن حجر في تهذيب التهذيب (8/80)، وتقريب التهذيب (2/75)، ومقدمة الفتح (2/199).
5. والخزرجي في الخلاصة (247).
6. والخطيب في تاريخه (12/207).
7. وابن القيسراني في الجمع بين رجال الصحيحين (367).
8. وأبو نعيم في أخبار أصبهان (2/29).
9. وابن العماد في شذرات الذهب (2/120).
10. وكحالة في معجم المؤلفين (8/11).